# Leucanitis beta
Leucanitis beta là một loài bướm đêm trong họ Noctuidae.